# Mazinghien
Mazinghien (mazɛ̃ɡjɛ̃) ist eine französische Gemeinde mit 279 Einwohnern (Stand 1. Januar 2022) im Département Nord in der Region Hauts-de-France. Sie gehört zum Arrondissement Cambrai und ist Mitglied im Gemeindeverband Caudrésis et Catésis. Die Bewohner werden Mazinghienois und Mazinghienoises genannt.

## Geografie
Die Gemeinde Mazinghien liegt im Regionalen Naturpark Avesnois, etwa 30 Kilometer südöstlich von Cambrai an der Grenze zum Département Aisne. Sie grenzt im Norden an Bazuel, im Nordosten an Catillon-sur-Sambre, im Osten an Rejet-de-Beaulieu, im Südosten an Oisy und Wassigny, im Süden an Ribeauville, im Südwesten an Saint-Martin-Rivière und im Nordwesten an Le Cateau-Cambrésis.

## Einwohnerzahlen
| Jahr                       | 1962 | 1968 | 1975 | 1982 | 1990 | 1999 | 2011 | 2020 |
| Einwohner                  | 418  | 403  | 368  | 345  | 312  | 302  | 317  | 297  |
| Quellen: Cassini und INSEE |      |      |      |      |      |      |      |      |

## Sehenswürdigkeiten

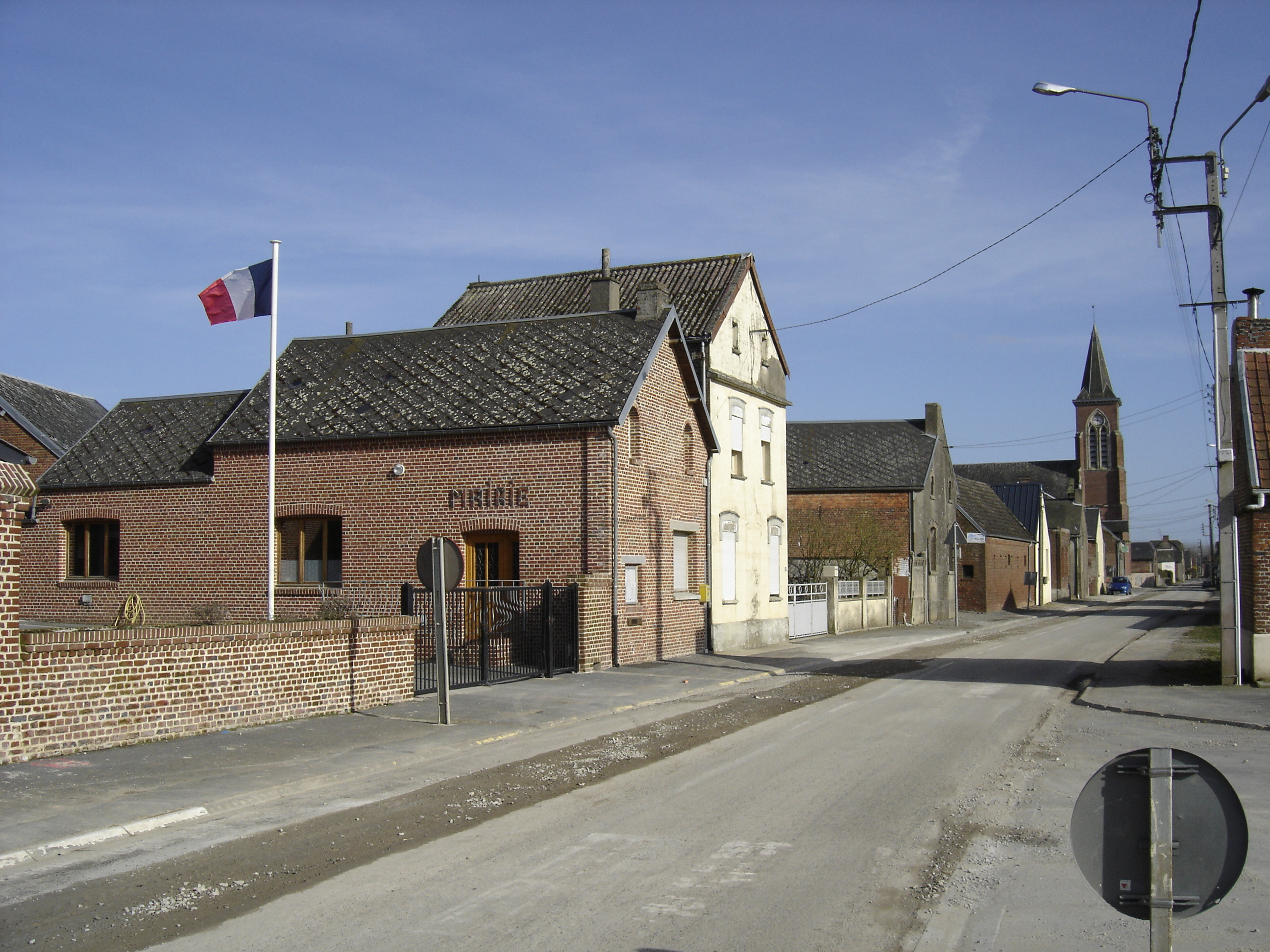
Mairie Mazinghien

- Kirche Mariä Himmelfahrt